# Западна Екватория
Западна Екватория (на английски: Western Equatoria; на арабски: غرب الاستوائية) е една от 10-те провинции на Южен Судан. Разположена е в югозападната част на страната и граничи на запад с Централноафриканската република, на юг с Демократична република Конго, на югоизток с провинция Централна Екватория, на североизток с Езерната провинция, а на север със Западен Бахър ал Газал и Уараб. Заема площ от 79 319 км² и има население от 619 029 души (по данни от 2008 година). Главен град на провинцията е град Ямбио с население от 31 586 души (по данни от 2009 година).